# Contea di Delta (Texas)
La contea di Delta (in inglese Delta County) è una contea dello Stato del Texas, negli Stati Uniti. La popolazione al censimento del 2010 era di 5 231 abitanti. Il capoluogo di contea è Cooper. La contea è stata fondata nel 1870 e prende il nome per la sua forma triangolare, molto simile alla lettera greca delta.
Due biforcazioni del fiume Sulphur formano i suoi confini settentrionali e meridionali; esse inoltre si congiungono nella zona più orientale della contea suo. Delta County è rappresentata nella Camera dei Rappresentanti del Texas dal repubblicano Larry Phillips di Sherman, Texas.

## Geografia fisica
| Anno | Popolazione | ±%     |
| ---- | ----------- | ------ |
| 1880 | 5,597       |        |
| 1890 | 9,117       | 62.9%  |
| 1900 | 15,249      | 67.3%  |
| 1910 | 14,566      | −4.5%  |
| 1920 | 15,887      | 9.1%   |
| 1930 | 13,138      | −17.3% |
| 1940 | 12,858      | −2.1%  |
| 1950 | 8,964       | −30.3% |
| 1960 | 5,860       | −34.6% |
| 1970 | 4,927       | −15.9% |
| 1980 | 4,839       | −1.8%  |
| 1990 | 4,857       | 0.4%   |
| 2000 | 5,327       | 9.7%   |
| 2010 | 5,231       | −1.8%  |

Secondo l'Ufficio del censimento degli Stati Uniti d'America la contea ha un'area totale di 278 miglia quadrate (720 km²), di cui 257 miglia quadrate (670 km²) sono terra, mentre 21 miglia quadrate (54 km², corrispondenti al 7,6% del territorio) sono costituiti dall'acqua.

### Strade principali
- State Highway 19
- State Highway 24
- State Highway 154

### Contee adiacenti
- Lamar County (nord)
- Red River County (est)
- Franklin County (est)
- Hopkins County (sud)
- Hunt County (sud-ovest)
- Fannin County (nord-ovest)